# Kamen (Dobritsj)
Kamen (Bulgaars: Камен) is een dorp in de Bulgaarse gemeente Dobritsjka, oblast Dobritsj. Het dorp ligt 19 km ten noordwesten van de regionale hoofdstad Dobritsj en 373 km ten noordoosten van Sofia.

## Bevolking
In de eerste volkstelling van 1934 registreerde het dorp 495 inwoners. Dit aantal nam toe tot een hoogtepunt van 538 personen in 1956. Sindsdien daalt het inwonersaantal. Op 31 december 2019 telde het dorp 148 inwoners.
Van de 154 inwoners reageerden er 153 op de optionele volkstelling van 2011. Van deze 153 respondenten identificeerden 65 personen zichzelf als Bulgaarse Turken (42,5%), gevolgd door 51 etnische Roma (33,3%) en 37 etnische Bulgaren (24,2%).
Van de 154 inwoners in februari 2011 werden geteld, waren er 25 jonger dan 15 jaar oud (16,2%), gevolgd door 89 personen tussen de 15-64 jaar oud (57,8%) en 40 personen van 65 jaar of ouder (26%).